# Hans Hellbrand
Hans Georg Hellbrand (Norrköping, 29 agosto 1925 – Borås, 31 dicembre 2013) è stato un nuotatore e pallanuotista svedese.

## Biografia
Ha fatto parte della Svezia che ha partecipato alle Olimpiadi estive di Helsinki 1952, al torneo di pallanuoto.
Ai Giochi di Londra 1948, era stato selezionato come nuotatore per partecipare alla Staffetta 4x200m sl, ma alla fine non gareggiò.